# Porto di Ravenna
Il porto di Ravenna è un'infrastruttura situata lungo tutta l'area demaniale del Canale Candiano, includendo le dighe foranee e parte della valle Piomboni. Vi si svolgono attività relative al trasporto merci, al turismo e al diporto nautico. È l'unico porto commerciale dell'Emilia-Romagna e uno dei principali scali del mare Adriatico per traffico merci. Dal 31 agosto 2016 è amministrato dall'Autorità di sistema portuale del Mare Adriatico centro-settentrionale (decreto legislativo n. 169 del 4/08/2016).

## Descrizione
Il porto di Ravenna è costituito dal complesso delle aree produttive e commerciali che si affacciano sul Canale Candiano, via d'acqua navigabile che si sviluppa per circa 11 km dall'abitato al mare.
Le banchine di attracco a – 9,40 m si sviluppano per 8 km complessivi. Di essi, 2,5 km sono costituiti da un complesso di tre darsene affiancate («Darsena San Vitale»).
Le aree portuali si estendono per 2.080 ettari. I piazzali di deposito occupano oltre 887.300 m², quelli per container e rotabili 415.000 m². I magazzini per rinfuse hanno la capienza di 1.772.900 m3. I serbatoi di deposito sono 217 per liquidi petroliferi, 115 per prodotti chimici, 88 per alimenti e 34 per usi vari.

Le banchine, attrezzate con le più moderne tecnologie, sono specializzate nel carico e scarico di container, legnami, prodotti metallurgici, rinfuse ed altri tipi di merce. Avanzati sistemi informatici controllano tutte le operazioni di imbarco/sbarco, movimentazione e stoccaggio. I piazzali di stoccaggio sono serviti da binari ferroviari.
Le due dighe foranee disposte all'imboccatura del porto hanno le seguenti caratteristiche: quella nord, dedicata a Luciano Cavalcoli (1905-1991), è lunga 2.250 m mentre quella sud, intitolata a Benigno Zaccagnini, permette di arrivare camminando a 2.450 m dalla costa, un primato europeo poiché nessun altro porto continentale ha un molo che termina così distante dalla terraferma. La larghezza dell'imboccatura tra i due bracci è di 270 m, andando poi a divergere verso terra.

Secondo la classificazione nazionale dei porti italiani, quello di Ravenna è un porto di seconda categoria e prima classe in virtù del decreto ministeriale n. 1776 del 21 agosto 1975 e della legge 84/94, che lo indica anche come sede di Autorità portuale.

Con decreto del Presidente del Consiglio dei ministri dell'11 ottobre 2024, è stata approvata la Zona logistica semplificata (Zls) dell'Emilia-Romagna. Coinvolge 11 nodi intermodali da Ravenna a Piacenza e 25 aree produttive. Il Porto di Ravenna è il perno del sistema.

## Storia
| Anno | Tonnellate |
| ---- | ---------- |
| 1938 | 600 000    |
| 1946 | 46 000     |
| 1954 | 860 000    |
| 1961 | 5 000 000  |
| 1971 | 11 000 000 |
| 1988 | 13 800 000 |
| 2022 | 27 389 886 |

Il canal porto dalla darsena fino al mare. In alto gli stabilimenti Anic (a sinistra) e Sarom (a destra).

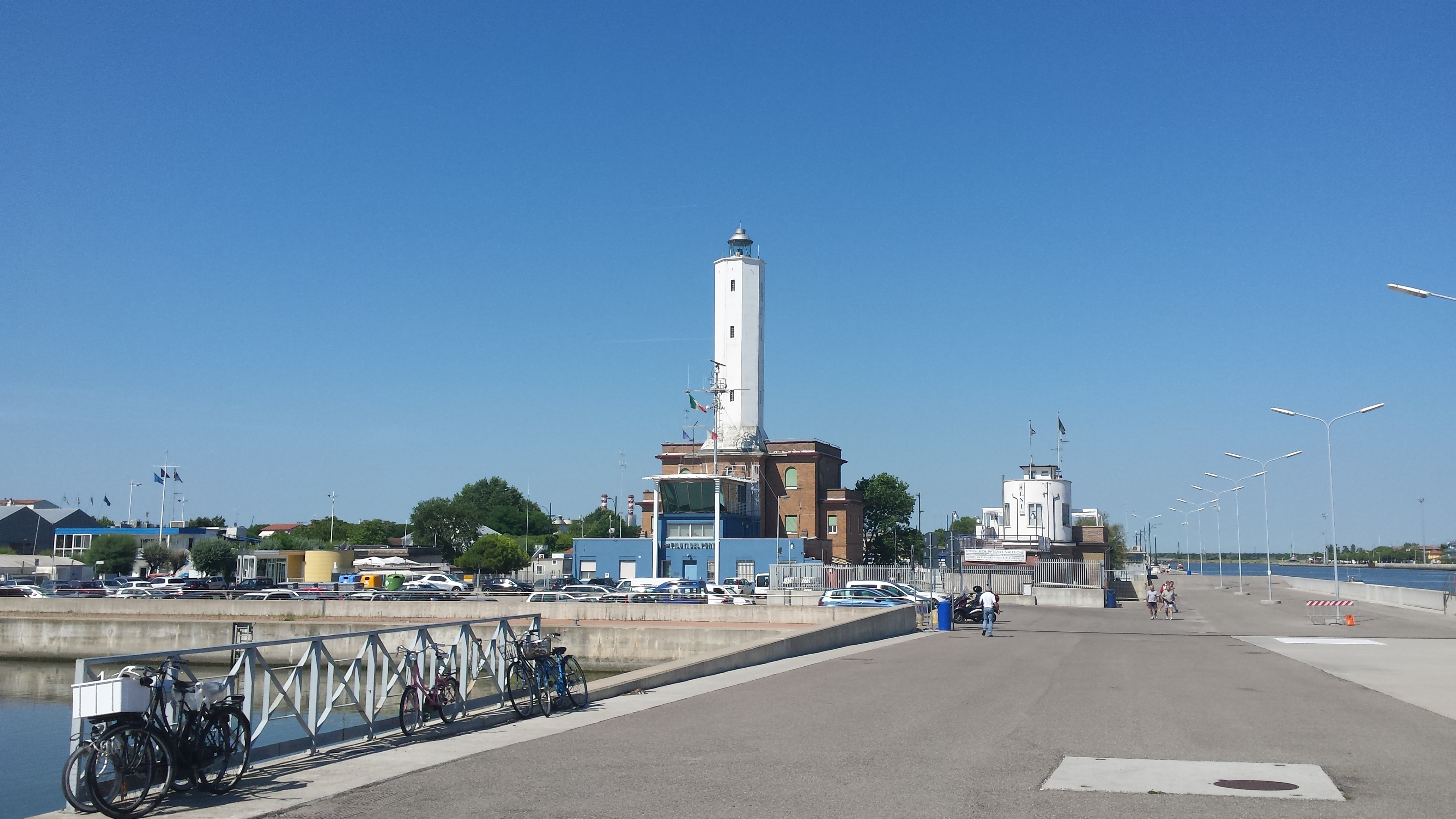
Il faro del porto.

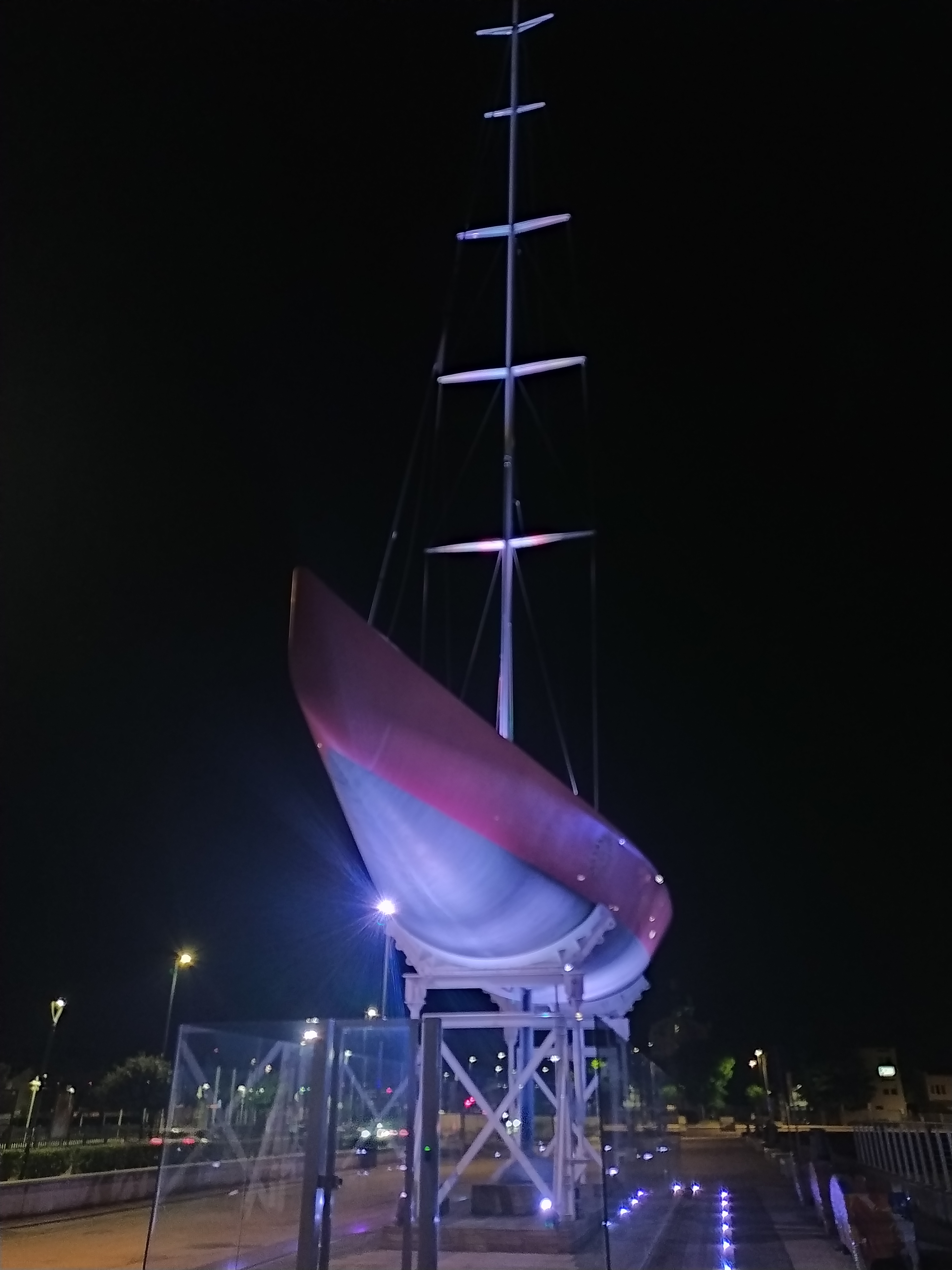
Moro di Venezia III (ITA-15) darsena del Porto di Ravenna.

Le strutture lungo il Canale Candiano sono entrate in attività dopo la seconda guerra mondiale. Il porto, distrutto dai bombardamenti alleati, venne subito riedificato con il finanziamento dello Stato. Furono l'insediamento della raffineria Sarom e lo stabilimento Anic («Azienda Nazionale Idrogenazione Combustibili», l'azienda petrolchimica dell'Eni) i due fattori decisivi che consentirono lo sviluppo dello scalo ravennate nel secondo dopoguerra. La «Società anonima di raffinazione olii minerali» (Sarom), fondata da Attilio Monti nel 1950, fu la prima azienda petrolchimica ravennate. Alla base della fondazione dell'impianto vi fu una modalità di approvvigionamento di petrolio a costi convenienti. La raffineria faceva ampio uso di greggio, ma il fondale del porto non era sufficientemente profondo per l'attracco delle grandi navi. Il problema fu aggirato con l'utilizzo di enormi tubazioni che, dal porto, raggiunsero le navi ormeggiate al largo. Le navi cisterna scaricavano il grezzo e, una volta svuotate, venivano caricate prodotti finiti: in questo modo l'impresa era economicamente sostenibile. Nel 1956 entrò in funzione la prima piattaforma per l'attracco delle grandi navi, situata a 5,8 km dalla costa (chiamata «isola d'acciaio», nome ufficiale «Sarom 1»), seguita da un secondo terminale alcuni anni dopo. La Sarom contribuì alla rinascita del porto ravennate il quale, da prevalentemente commerciale, assunse un sempre più marcato carattere industriale.
Quando fu edificato, lo stabilimento Anic era il petrolchimico più grande d'Europa. La sua fortuna dipese dalla scoperta di giacimenti di metano nel sottosuolo ravennate. L'azienda divenne leader nell'utilizzo degli idrocarburi come fonte di energia e come carica chimica. L'Anic si insediò lungo la banchina sinistra del canale Candiano, mentre la Sarom si sviluppò lungo la sponda destra. Da allora le funzioni industriali e petrolchimiche si concentrarono sulla sponda sinistra, mentre le attività di produzione, trasformazione e stoccaggio legate al settore agricolo si consolidarono sulla sponda destra, dove fissò la propria sede anche la Cooperativa Muratori e Cementisti (CMC).
La società di gestione del porto nacque il 28 giugno 1957. I fondatori della SAPIR (Società per Azioni Porto Industriale di Ravenna) furono l'Eni di Enrico Mattei, che ne fu il primo presidente (l'Anic controllava la SAPIR al 51%), la società «Ferruzzi, Benini & C.» (che possedeva il 39%) e la Camera di Commercio ravennate (con il rimanente 10%). Nello stesso anno l'architetto Luigi Greco fu incaricato di redigere il progetto dello scalo. Dapprima furono realizzate le due dighe foranee (1958-1961), poi furono progettate tre nuove darsene nell'area San Vitale. La costruzione del porto fu regolamentata dalla legge 528/1961, che prese il nome del proponente, il ravennate Benigno Zaccagnini, allora ministro dei Lavori Pubblici. Per la costruzione di nuove darsene, intermedie tra la darsena di città e il litorale, fu scelta l'area della pialassa Piombone. Nello stesso 1961 (il 10 luglio) fu inaugurata la nuova strada carrozzabile alla sinistra del canale, prolungamento di via Trieste fino a Marina di Ravenna. Sostituì via d'Alaggio, la vecchia strada in destra Candiano che portava al mare, che fu sacrificata all'incessante sviluppo portuale. Di pari passo procedette la realizzazione di una superstrada volta a favorire i collegamenti con Bologna, il maggiore centro industriale della regione: la diramazione A14 - Ravenna. Fu migliorata inoltre la percorrenza della Strada statale 16 Adriatica creando (dicembre 1965) un raccordo semianulare che aggira il centro (si distacca dalla via Faentina fuori dal centro città e rientra nella SS 16 dopo la Basilica di Classe). Infine fu realizzata una superstrada che, dalla zona sud del porto (destra canale Candiano) si innesta direttamente sul raccordo semianulare. Il canale Candiano fu allargato e approfondito. Nel 1966 l'imboccatura dei moli guardiani fu portata da 35 a 70 metri. L'anno dopo fu completato il dragaggio del fondale sabbioso per permettere l'attracco alle navi di oltre 50 000 tonnellate. Nel 1971 si conclusero i lavori di costruzione delle tre darsene di San Vitale.
Tra il 1964 e il 1974 fu presidente della Sapir Luciano Cavalcoli (era stato vicepresidente nei sette anni precedenti). Promotore del porto come fattore di progresso economico della città, seppe infondere una spinta decisiva allo sviluppo dello scalo ravennate. Durante la sua presidenza, il 3 luglio 1971 avvenne l'inaugurazione ufficiale della struttura (Cavalcoli fu anche presidente della Camera di Commercio ravennate dal 1951 al 1974). Il 28-29 settembre 1965 accadde il disastro della piattaforma Paguro: una fuoriuscita di gas ad alta pressione causò l'incendio dell'impianto, che affondò fino a toccare il fondo marino. Morirono annegati tre tecnici Agip.
Negli anni 1970 si verificò, a partire dal 1973, una drastica diminuzione dell'approvvigionamento di petrolio, accompagnata in parallelo dall'aumento di merci secche convenzionali. Il risultato fu che lo scalo ravennate passò gradualmente da porto industriale a porto prevalentemente commerciale.
Il traffico merci si sviluppava su container, una modalità di trasporto che si impose proprio in quegli anni. Il porto di Ravenna rispose bene a questa novità e in poco più di un decennio raggiunse, con una movimentazione di 400 000 Teu, il quarto posto nel traffico container nel mar Mediterraneo e il primo nell'Adriatico.

Nell'ottobre del 1976 entrò nel porto la nave Mount Pindos di 61.397 tonnellate: mai un'imbarcazione di questa stazza era entrata nello scalo ravennate.
Nel decennio successivo si insediarono lungo il porto canale industrie ad alto contenuto tecnologico, specialmente metalmeccaniche, che beneficiarono degli ampi spazi disponibili per il trasporto eccezionale (ad esempio, l'imbarco di gru da 775 tonnellate su nave-bacino). Nel 1984 l'imboccatura dei moli guardiani fu ulteriormente ampliata da 70 a 140 metri.
Il 1987 fu l'anno del disastro della motonave Elisabetta Montanari: fu una delle più gravi sciagure sul lavoro avvenute in Italia.
Nel 2022 sono state movimentate 27 389 886 tonnellate di merci, record storico per lo scalo ravennate.